# Marko Johansson
Marko Johansson (Malmö, 25 agosto 1998) è un calciatore svedese, portiere dell'Eintracht Braunschweig.

## Biografia
È figlio di Dragan Drljaca, portiere serbo giunto in Svezia nel 1997 per giocare nel Trelleborg, con cui ha collezionato 17 presenze. Tuttavia Marko Johansson è cresciuto principalmente con la madre, a causa della separazione dei suoi genitori. Il padre, con cui non aveva relazioni e di cui non ha ricordi diretti, è deceduto nel 2012.

## Carriera
Johansson è entrato nel settore giovanile del Malmö FF all'età di 4 anni e mezzo, giocando inizialmente in ruoli diversi rispetto a quello di portiere.
La prima presenza ufficiale con la maglia del Malmö FF lo ha reso il secondo portiere più giovane di sempre a disputare una partita di Champions League, con i suoi 16 anni e 330 giorni. Era il 15 luglio 2015 e Johansson sedeva in panchina nella trasferta lituana contro lo Žalgiris, poiché Robin Olsen era stato ceduto da pochi giorni e il sostituto Johan Wiland era ancora in procinto di essere tesserato. L'infortunio di Zlatan Azinović gli ha permesso di subentrare al 50' minuto. Il match successivo con la prima squadra lo ha giocato più di un anno dopo, il 25 agosto 2016, nel secondo turno di Coppa di Svezia perso 3-1 contro il Landskrona BoIS.
Nel gennaio 2017 è stato girato in prestito nel campionato di seconda serie per difendere i pali del neopromosso Trelleborg, lo stesso club in cui militò suo padre. A settembre ha prolungato fino al 2020 il suo contratto con il Malmö FF, mentre a novembre ha conquistato la promozione nella massima serie dopo aver giocato con il Trelleborg tutte e 30 le partite della Superettan 2017 più le due dello spareggio promozione. Il prestito al Trelleborg è stato rinnovato anche per la stagione 2018, conclusa però con la retrocessione.
Il 9 gennaio 2019 è stato reso noto il prestito di Johansson al GAIS, nel campionato di seconda serie, per tutto l'anno 2019. Ha difeso la porta neroverde in 29 delle 30 partite in calendario.
Un anno più tardi è stato invece girato, sempre con la formula del prestito, al Mjällby neopromosso in Allsvenskan. Ha iniziato la stagione difendendo la porta dei gialloneri, poi il prestito è terminato in anticipo a fine luglio, complice la volontà del giocatore di lottare per un posto al Malmö FF dopo i 3 anni e mezzo in prestito, visti anche i problemi fisici della riserva Dušan Melichárek. Il 12 agosto 2020 Johansson ha giocato la sua prima partita di campionato con il Malmö in occasione della vittoria casalinga per 2-1 sull'Örebro. Visto anche l'infortunio occorso a Johan Dahlin, Johansson ha continuato ad essere schierato titolare dal tecnico Jon Dahl Tomasson anche nelle giornate successive di un campionato culminato con la conquista del titolo nazionale. Johansson ha iniziato anche l'Allsvenskan 2021 da titolare scendendo in campo in 9 partite, prima di tornare però riserva di uno Johan Dahlin ristabilitosi dai problemi fisici.
L'11 agosto 2021 è stato ufficialmente ceduto dal Malmö FF all'Amburgo, squadra militante nella seconda serie tedesca, con cui ha firmato un quadriennale. Considerato una riserva, ha comunque collezionato 7 presenze nella 2. Bundesliga 2021-2022. Per la stagione seguente è stato girato in prestito al Bochum, con cui però non ha mai giocato.
Il 2 agosto 2023, durante il girone di ritorno dell'Allsvenskan 2023, Johansson è tornato a far parte di un club svedese con il prestito all'Halmstad, squadra che era in cerca di un nuovo portiere dopo che il fin lì titolare Malkolm Nilsson Säfqvist aveva lasciato temporaneamente il calcio per motivi legati alla propria salute mentale.

## Palmarès

### Club

#### Competizioni nazionali
- Campionato svedese: 1

Malmö FF: 2020